# Flávio Saretta
Flávio Saretta (San Paolo, 28 giugno 1980) è un ex tennista brasiliano.

## Carriera
Ottiene buoni risultati a livello giovanile, nel 1998 vince il torneo di Santa Croce su Guillermo Coria mentre raggiunge i quarti di finale al Roland Garros e a Wimbledon chiudendo l'anno al dodicesimo posto.
Tra i professionisti ha vinto un solo torneo, nel doppio maschile insieme a José Acasuso nel 2004. Negli Slam è avanzato fino ai quarti di finale dell'Australian Open 2004 in coppia con André Sá ma sono stati sconfitti dai gemelli Mike e Bob Bryan.
In Coppa Davis ha giocato quindici match con la squadra brasiliana vincendone dieci.
Nel 2007 ha dichiarato di aver ricevuto e rifiutato un'offerta di 100 000$ per combinare il risultato dell'incontro al Roland Garros 2006 contro Potito Starace.

## Statistiche

### Doppio

#### Vittorie (1)
| No. | Anno           | Torneo                   | Superficie  | Compagno     | Avversari in finale           | Punteggio     |
| 1.  | 25 luglio 2004 | Croatia Open Umag, Umago | Terra rossa | José Acasuso | Jaroslav Levinský David Škoch | 4–6, 6–2, 6–4 |